# Красно-чёрный горихвостковый певун
Красно-чёрный горихвостковый певун (лат. Myioborus miniatus) — птица семейства древесницевых.

## Описание
Длина тела составляет от 13 до 13,5 см, масса — около 9,5 г. Длина крыла составляет у самца от 5,8 до 6,7 см, у самки от 5,8 до 6,5 см. У половозрелых самцов номинативной формы оперение головы и верхней части тела серое. Пятно на макушке головы жёлто-коричнево-красноватое, лицо, горло, а также клюв и ноги черноватые. Крылья черноватые с серой каймой на перьях. Характерными являются внешние, белые перья хвоста, остальные перья хвоста черноватые. Подхвостье чёрное с широкими, белыми вершинами. Оперение нижней части тела ярко-красное.
Половозрелый самки похожи на самцов. Подвиды отличаются друг от друга окраской оперения нижней части тела. Так, у подвида M. m. hellmayri оперение розовато-оранжевого, у M. m. comptus — оранжево-жёлтого, а у M. m. ballux — жёлтого цвета с оранжевым оттенком на груди.

## Распространение
Оседлые птицы, мигрируют только локально в пределах населённых ими высокогорных мест. Северные подвиды мигрируют до юго-востока Аризоны и юго-запада Нью-Мехико. Они населяют в Мексике и на севере Центральной Америки влажные, горные сосновые и сосново-дубовые леса, а также туманные леса чаще на высоте от 1500 до 3000 м над уровнем моря. В Коста-Рике их можно найти в горных лесах на высоте от 700 до 2000 м, и даже до 3000 м над уровнем моря. В Южной Америке они встречаются в горных лесах в Андах и в тепуи Венесуэлы, Гайаны и Бразилии на высоте от 500 до 2500 м над уровнем моря. При встрече с близкородственным видом очковым горихвостковым певуном (Myioborus melanocephalus) птицы показывают агрессивное поведение. 

## Питание
Птицы питаются преимущественно насекомыми и другими беспозвоночными.

## Размножение
Сезон размножения длится, в зависимости от региона, в Коста-Рике — с апреля по май, в Колумбии — с декабря по июль. Чашеобразное гнездо из мха птицы строят в нижнем ярусе растительности или на земле, а также на обрывистых берегах. В кладке обычно от 2-х до 3-х яиц.  Самостоятельными молодые птицы становятся через 12—14 дней.

## Подвиды
Выделяют 12 подвидов:
- Myioborus m. miniatus — высокогорья Мексики
- Myioborus m. molochinus — Сьерра-де-Лос-Тукстлас на юго-востоке мексиканского штата Веракрус
- Myioborus m. intermedius — юг Мексики и север Гватемалы
- Myioborus m. verticalis — юг Эквадора, центральная Боливия и тепуи на юге Венесуэлы, север Бразилии и север Гайаны
- Myioborus m. aurantiacus — восток Коста-Рики и запад Панамы
- Myioborus m. ballux — юго-восток Панамы, север Колумбии, запад Венесуэлы до севера Эквадора
- Myioborus m. comptus — запад и центральная часть Коста-Рики
- Myioborus m. connectens — Сальвадор и Гондурас
- Myioborus m. hellmayri — юг Гватемалы до юго-запада Сальвадора
- Myioborus m. pallidiventris — север Венесуэлы
- Myioborus m. sanctaemartae — север Колумбии
- Myioborus m. subsimilis — юго-запад Эквадора и северо-запад Перу